# Dorcadion caspiense
Dorcadion caspiense là một loài bọ cánh cứng trong họ Cerambycidae.